# 若斯諾·孟
若斯諾·孟，本名謝孟儒，台灣南投埔里人，國立嘉義大學中國文學系研究所畢業。 詩人嚴忠政形容其詩風近似「可感」而「不可說」的魅影。 作品有強烈拼貼意圖，初讀邏輯斷裂，再讀時雜沓碎片卻悉數指向難以言明的情感。 曾獲創世紀55週年詩獎。 現任《好燙詩刊》編輯，2017年與詩人李柚子、謝旭昇創辦電子詩刊P.D.F《力量狗臉》（power dog face）。

## 作品

### 個人詩集
- 《臍間帶》（煮鳥文明：2011年11月，ISBN 9789868693425）
- 《喜劇收場》（獨立出版：2021年10月）

### 合集
- 《三本恕不拆售》（與煮雪的人、鶇鶇合著，煮鳥文明：2015年9月，ISBN 9789869218917）

### 研究論文
- 《中國爭奇文學研究》[1]（2013年）

## 相關評論
- 喵球，〈肚臍之上、肚臍之下〉，《好燙詩刊：口口口口口口口口口口口口口口口口口口口口口口口口口口口口口口口口口口口口》，2012年3月。[6]
- 鶇鶇，〈最美好的時代──若斯諾‧孟詩集《臍間帶》讀後〉，《創世紀詩雜誌171期》，2012年6月。[7]
- 王柄富，〈賞析若斯諾・孟〈＿＿的捉迷藏〉〉，每天為你讀一首詩，2022年5月28日。[8]